# Gläntan
Gläntan är en svensk kortfilm från 2011 i regi av Peter Grönlund. I rollerna ses bland andra Malin Vulcano, Lo Kauppi och Tomas Neumann.

## Handling
Filmen handlar om en kvinnas kamp för att få en dräglig tillvaro. Den handlar även om människors val och vilken påverkan dessa får.

## Rollista
- Malin Vulcano – Kia
- Lo Kauppi	– Tanja
- Tomas Neumann	– Bosse
- Christina Paulsrud – Mette
- Thomas Nordstedt – TV-försäljare
- Hans Hedberg – skrothandlare

## Om filmen
Gläntan producerades av Frida Jonason och spelades in med Staffan Övgård som fotograf efter ett manus av Grönlund. Den hade premiär 17 november 2011 på Stockholms filmfestival och visades 1 augusti 2012 på Sveriges Television. I januari 2013 visades den på Göteborgs filmfestival.
Övgård belönades med juryns pris för bästa foto vid Uppsala kortfilmsfestival 2012. Filmen som helhet nominerades till en Guldbagge 2013 i kategorin Bästa kortfilm.